# Vie del Granito
Le Vie del Granito sono un percorso escursionistico dell'isola d'Elba che inizia e termina presso il paese di San Piero in Campo.

## Storia
Il tracciato è, in alcuni settori, già documentato dalla fine del XIX secolo quale collegamento tra vari quartieri pastorali (caprili) ed estrazioni di granodiorite.
Le Vie del Granito sono state inaugurate il 31 dicembre 2008.

## Descrizione
Il percorso si estende lungo il settore meridionale del massiccio del Monte Capanne ed è corredato da bacheche espositive che illustrano le emergenze storico-ambientali della zona.
Iniziando dai pressi del paese di San Piero in Campo, il tracciato permette di visitare le cave di granodiorite ancora attive e si avvicina poi al sito archeologico del Sasso, uno degli insediamenti protostorici del Monte Capanne. Da qui il sentiero si inerpica verso il sito megalitico dei Sassi Ritti, dove si trovano alcuni menhir con probabile funzione rituale. Proseguendo verso ovest, si giunge allo storico Mulino di Moncione, il più grande mulino dell'isola d'Elba, che rimase in uso fino al 1910. Continuando il tracciato si arriva alla  necropoli di età villanoviana dello Spino, in cui è visibile una tomba a cassetta costituita da lastroni di pietra. Ritornando indietro, il sentiero permette di visitare il grottino, ricovero in pietra per attrezzi agricoli realizzato dopo il 1930 dal pastore Mamiliano Martorella. Scendendo di quota, le Vie del Granito giungono presso un blocco di granodiorite con numerose tacche per il distacco di una colonna di imponenti dimensioni. In seguito il tracciato arriva presso la Capanna di Marco, ricovero per capre appartenuto al possidente Marco Palmieri; a breve distanza si trova la Cava delle Grottarelle, sito estrattivo di età medievale utilizzato dall'Opera della Primaziale Pisana in cui sono ancora visibili numerose colonne sbozzate. Scendendo ancora di quota si osserva una grande macina ricavata da una cote (masso rotondeggiante), per giungere infine ad una colonna sbozzata in cui è visibile, incisa a scalpello, la sigla OPE (Opera della Primaziale Pisana). Il sentiero ritorna infine, in salita, nuovamente al paese di San Piero in Campo.
Lungo le Vie del Granito si trovano nove bacheche espositive: 
- Quadro sinottico del percorso
- Estrazione della granodiorite
- Insediamento protostorico del Sasso
- Sassi Ritti
- Grottino di Mamiliano Martorella
- Mulino di Moncione
- Tomba villanoviana dello Spino
- Cava delle Grottarelle
- Antica macina